# Petrowskya hiberna
Petrowskya hiberna är en fjärilsart som beskrevs av Köhler 1958. Petrowskya hiberna ingår i släktet Petrowskya och familjen nattflyn. Inga underarter finns listade i Catalogue of Life.